# Ľubomír Pauk
Ľubomír Pauk (* 14. srpna 1965) je bývalý slovenský fotbalista, obránce.

## Fotbalová kariéra
V československé lize hrál za Duklu Banská Bystrica. Nastoupil ve 143 ligových utkáních a dal 4 góly. Dále hrál za FC Nitra, izraelský Beitar Tel Aviv, FC Rimavská Sobota a FO ŽP ŠPORT Podbrezová.

## Ligová bilance
| Ročník                                      | Zápasy | Góly | Klub                   |
| ------------------------------------------- | ------ | ---- | ---------------------- |
| 1. československá fotbalová liga 1987/88    | 29     | 0    | Dukla Banská Bystrica  |
| 1. československá fotbalová liga 1988/89    | 28     | 1    | Dukla Banská Bystrica  |
| 1. československá fotbalová liga 1989/90    | 28     | 1    | Dukla Banská Bystrica  |
| 1. československá fotbalová liga 1990/91    | 26     | 1    | Dukla Banská Bystrica  |
| 1. československá fotbalová liga 1991/92    | 12     | 1    | Dukla Banská Bystrica  |
| 1. slovenská národní fotbalová liga 1991/92 | -      | -    | FC Nitra               |
| Mars superliga 1993/94                      | 27     | 2    | FC Nitra               |
| 1. izraelská fotbalová liga 1995/96         | 27     | 0    | Beitar Tel Aviv        |
| Mars superliga 1996/97                      | 12     | 0    | FC Rimavská Sobota     |
| 2. slovenská fotbalová liga 1998/99         | -      | -    | FO ŽP ŠPORT Podbrezová |
| 2. slovenská fotbalová liga 1999/00         | -      | -    | FO ŽP ŠPORT Podbrezová |
| CELKEM                                      | -      | -    |                        |